# Hyde Park (Boston)
Pour les articles homonymes, voir Hyde Park (homonymie).
Hyde Park est le quartier le plus au sud de la ville de Boston, dans l'État du Massachusetts, aux États-Unis. Il fut annexé par la ville de Boston en 1912. Il s'agit plutôt d'un quartier résidentiel, bien relié au centre par les infrastructures de communication. Le maire actuel de Boston, Thomas Menino, y réside.
Hyde Park est couvert par Boston Police Department du district E-18 situé dans Cleary Square et la Boston Fire Department (en) sur Fairmount Avenue. Boston EMS Ambulance station 18 est situé sur Dana Avenue. Hyde Park dispose également d'une annexe de la Bibliothèque publique de Boston.
Le George Wright Golf Course (en), golf public nommé ainsi en l'honneur de George Wright joueur de baseball des Red Stockings de Boston intronisé au Temple de la renommée du baseball.

## Histoire
En 1845, homme d'affaires à la retraite Henry Grew a emmené sa famille en vacances au sud de la ville de Boston dans ce qui était alors la partie ouest de Dorchester et est venudans un endroit près de la vallée de la rivière Neponset avec une vue agréable inattendue sur les Blue Hills. Il a acheté plusieurs centaines d'hectares de terres (qui devint plus tard connu sous le nom de Grew Woods, partiellement conservé aujourd'hui comme la réserve Stony Brook et la George Wright Golf Course) et déménagé dans la région en 1847 . Dans les années qui suivirent, un groupe appelé le Land Company Hyde Park acheté environ 200 hectares de terres dans la région et a commencé à construire des maisons autour d'un petit arrêt de passagers non officiel sur le chemin de fer de Boston à Providence qui s'était développée au pont de Kenny sur la route de Dedham à Milton (la route était River Street et la station est aujourd'hui Hyde Park Station). À cette époque, la station la plus proche était dans le quartier de la fabrication de Readville à Dedham.
Dans les années 1960, Hyde Park fut menacé de faire sécession de Boston sur les plans pour construire Southwest Expressway (en) (Interstate 95) à travers la ville le long de la route de la New York, New Haven et Hartford Railroad, déplacer le quartier et l de nombreux habitants vers Roxbury et Jamaica Plain. Hyde Park a également fait face à d'autres défis avec les autres quartiers de Boston, comme la crise du transport par autobus des années 1970.
Hyde Park a eu une histoire industrielle active. Depuis plus de 100 ans, il était la base principale de la Westinghouse Sturtevant Corporation.
Hyde Park est le foyer de nombreuses églises, notamment Most Precious Blood, les églises catholiques Saint Adalbert et Sainte Anne, et la paroisse épiscopale de Christ Church (la plus ancienne paroisse de Hyde Park, maintenant Iglesia de San Juan) conçu par Cram Wentworth et Goodhue et inscrite sur le Registre national des lieux historiques
Hyde Park est également le foyer d'origine de Boston Crusaders, un tambour de classe mondiale et corps de clairons fondée en 1940 à la paroisse Most Precious Blood.

## Démographie
Lors du recensement de 2010 la population du quartier s'élevait à 31 813 habitants contre 31 553 au Recensement de 2000 soit une faible augmentation de 0,8 %. La population de Hyde Park est mélangée, les plus nombreux sont majoritairement les Noirs (47 %) suivi des Blancs (28 %) et des Hispaniques (20,2 %), les Asiatiques sont très minoritaires (1,4 %). Il s'agit d'un changement sur 10 ans puisqu'en 2000 les Blancs étaient la première population avec 49,1 % pour 39,1 % de Noirs et 12,8 % d'Hispaniques. Le nombre d'habitations est de 12 287 contre 11 877 en 2000 soit une augmentation de 3,5 % avec un taux d'occupation en baisse passant de 96,6 % à 93,8 %.
Le revenu moyen en 2009 s'élevait à 53 474 dollars, avec 8,2 % de la population ayant un revenu inférieur à 10 000 dollars et 3,0 % supérieur à 200 000 dollars, par contre 22,4 % ont un revenu compris entre 75 000 dollars et 125 000 dollars.

## Transports
La navette de Fairmount (en) de la MBTA Commuter Rail à Readville, est la connexion la plus directe de Hyde Park au centre-ville de Boston avec deux stations Fairmount et Readville. La branche Providence/Stoughton Line (en) s'arrête également à la station de Hyde Park à Cleary Square, et la branche Franklin a prévu des arrêts aux trois stations, tout en entretenant principalement celui de Readville. En outre, plusieurs lignes de bus MBTA au départ de Cleary Square et Logan Square permettent des correspondances avec les lignes orange et rouge de métro aux gares de Forest Hills dans le quartier de  Jamaica Plain et Mattapan dans le quartier de Mattapan respectivement.

Schéma de la navette de Fairmount
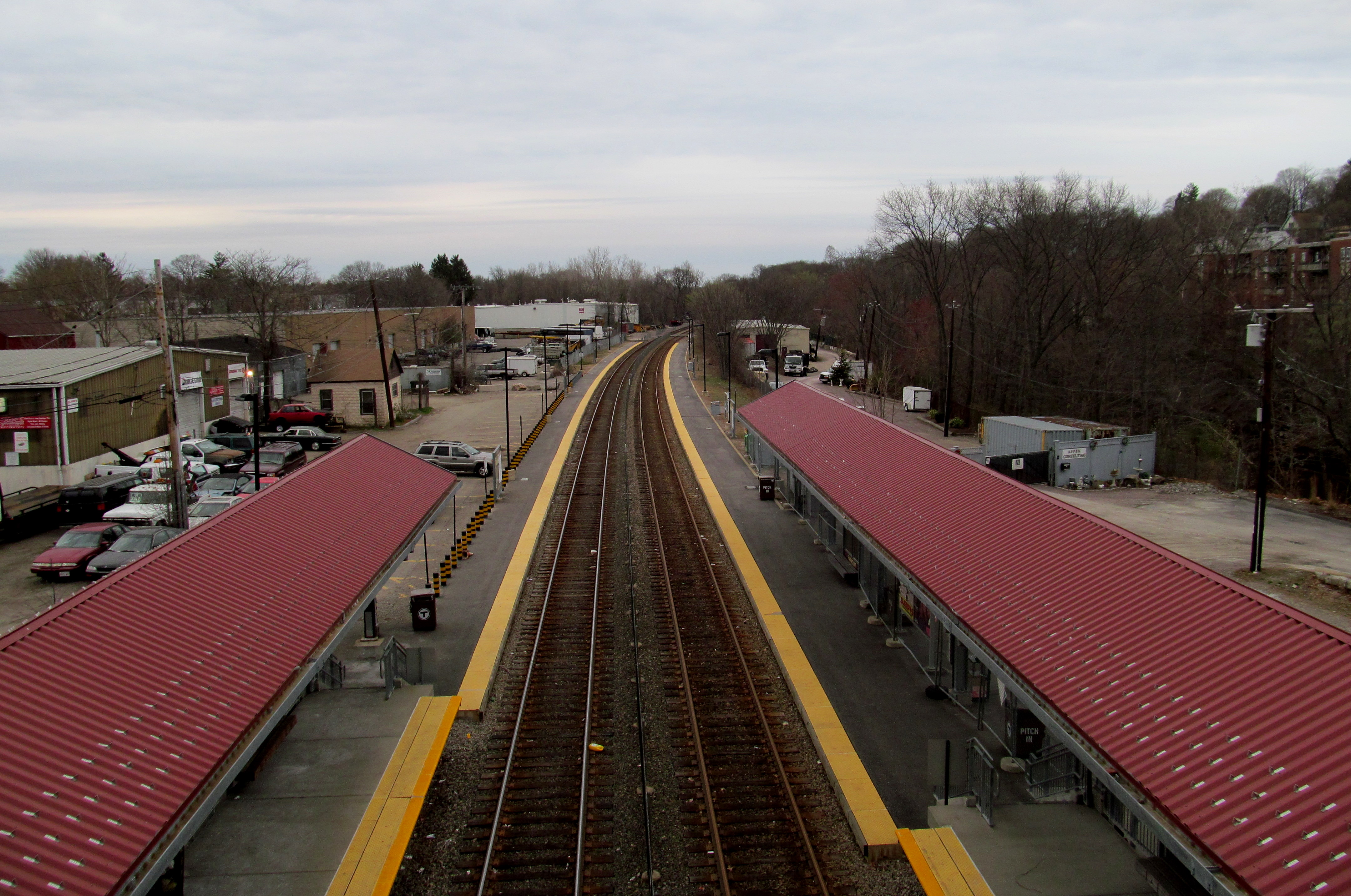
Station de Fairmount
Schéma des lignes à Readville

## Éducation

### Écoles élémentaires et secondaires
Le Boston Public School gère les écoles publique d'Hyde Park. Les écoles publiques élémentaires Henry S. Grew, William E. Channing et Elihu Greenwood. Les autres écoles publiques de Hyde Park sont William Barton Rogers Middle School et Franklin D. Roosevelt K-8 School.
Hyde Park possède aussi des écoles locales à charte publique avec Academy of the Pacific Rim
, Boston Preparatory Charter Public School, Boston Trinity Academy et Boston Renaissance Charter School.

### Hyde Park High School
Hyde Park a eu un lycée public dès l'apparition du quartier, situé dans divers endroits, mais le premier bâtiment approprié pour le lycée a été achevé en 1902 au coin de Harvard Street et Everett Street, le bâtiment a depuis été agrandi et abrite aujourd'hui la Rogers Middle School. Le lycée fait partie du système de l'école publique de Boston à la suite de l'annexion par la ville et un nouveau bâtiment a été construit dans les années 1920 à Central et Metropolitan Avenue. En 2005, le lycée a été re-désigné de l'Hyde Park Education Complex, qui abritait trois petits lycées: Community Academy of Science and Health (CASH), The Engineering School et Social Justice Academy. Le complexe a été fermé en 2011, The Engineering School et Social Justice Academy ont été fermées et CASH a été transférée à Dorchester. Depuis l'année scolaire 2012-3, le complexe est occupé par Boston Académie du Leadership communautaire (BCLA) et New Mission High School (SMHN). Depuis l'année scolaire 2012/2013, le complexe est utilisé par la Boston Community Leadership Academy (BCLA) et la New Mission High School (NMHS).

### Supérieur
Hyde Park à un enseignement privé le Boston Baptist College (en) situé à Fairmount Hill.

## Personnalités liées au quartier
- Angelina Emily Grimké, (20 février 1805–26 octobre 1879, abolitionniste et féministe.
- John Joseph Enneking, peintre impressionniste américain mort le 16 novembre 1916 à  Hyde Park.
- Childe Hassam né le 17 octobre 1859 à Dorchester et mort le 27 août 1935 à East Hampton est un peintre impressionniste ayant vécu plusieurs années à Hyde Park.
- Robert Drinan (15 novembre 1920–28 janvier 2007, jésuite, avocat, activiste et homme politique. Il était un membre du Congrès pour le Massachusetts et un professeur à l'Université de Georgetown. Il s'opposa à la guerre au Viêt Nam et exigea le départ du président Richard Nixon.
- Elizabeth Short, née le 29 juillet 1924 à Hyde Park assassinée dans un terrain vague de Los Angeles le 15 janvier 1947. Ce crime est non élucidé.
- Thomas Menino, 53e et actuel maire de Boston.
- Maura Tierney, né le 3 février 1965 à Hyde Park, actrice principalement connue pour avoir interprété Abby Lockhart dans la série télévisée Urgences.
- Manny Delcarmen, né le 16 février 1982 à Hyde Park, joueur américain de baseball évoluant en Ligue majeure de baseball aux Red Sox de Boston puis aux Yankees de New York.
- Ted Donato né le 28 avril 1969 à Hyde Park) est un joueur professionnel de hockey sur glace drafté par les Bruins de Boston. Il est actuellement entraîneur-chef de l'Université Harvard.

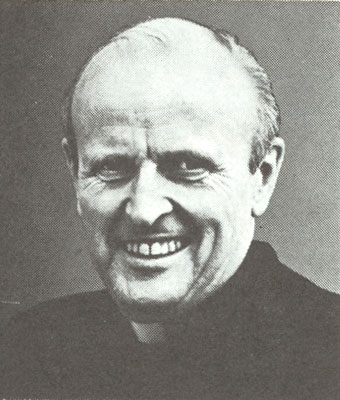
Robert Drinan
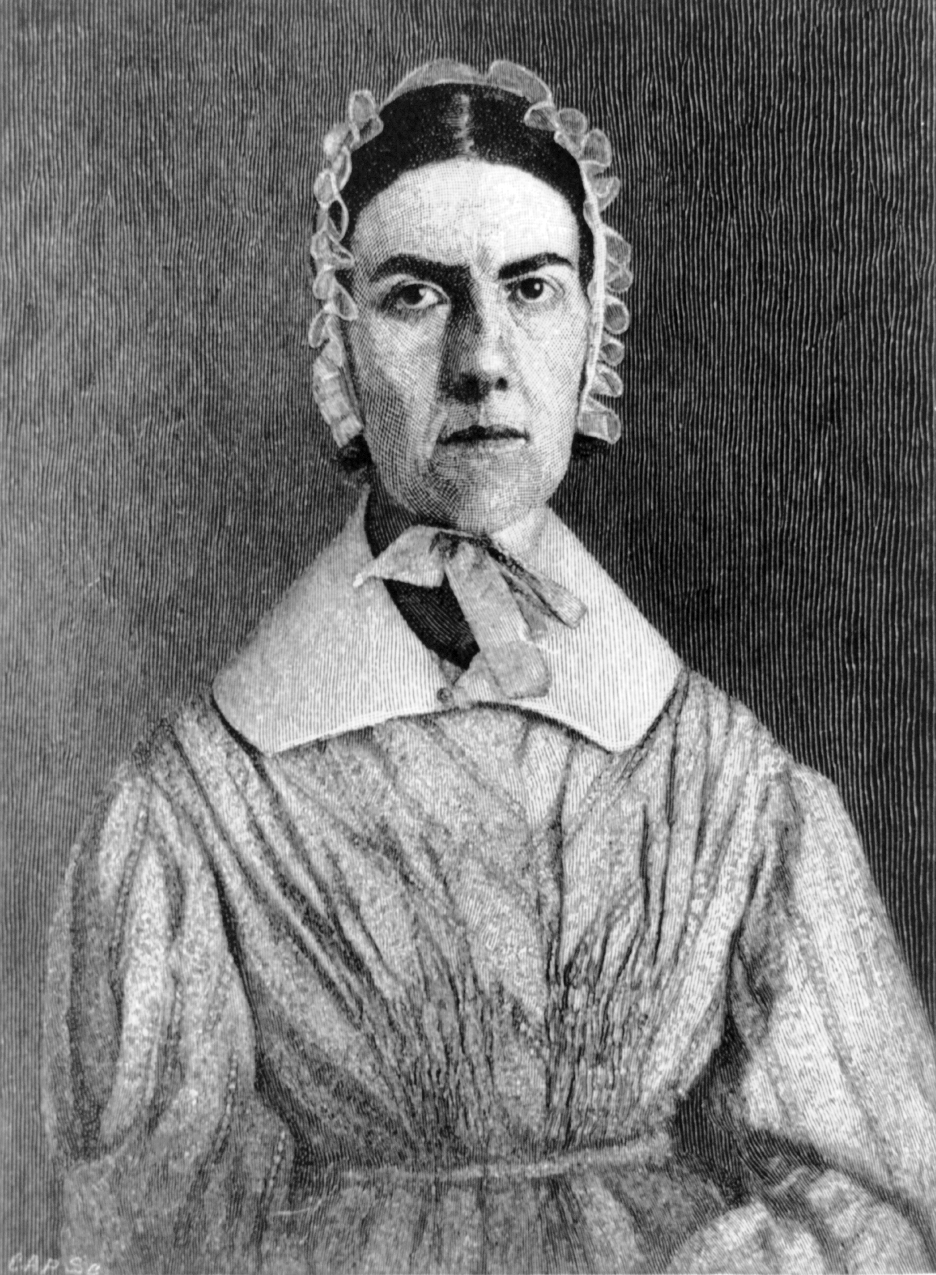
Angelina Emily Grimké
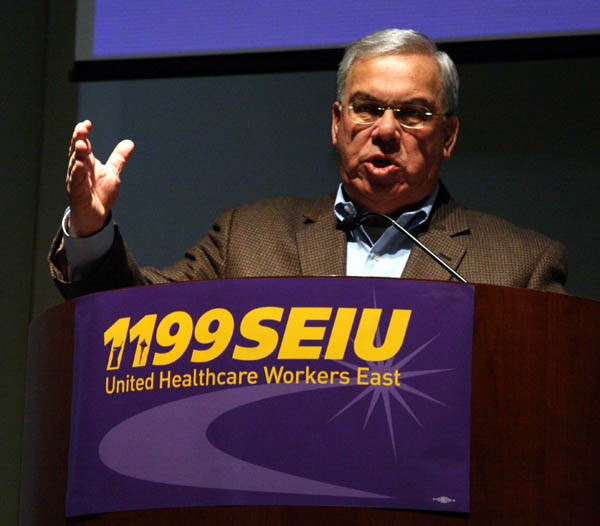
Thomas Menino
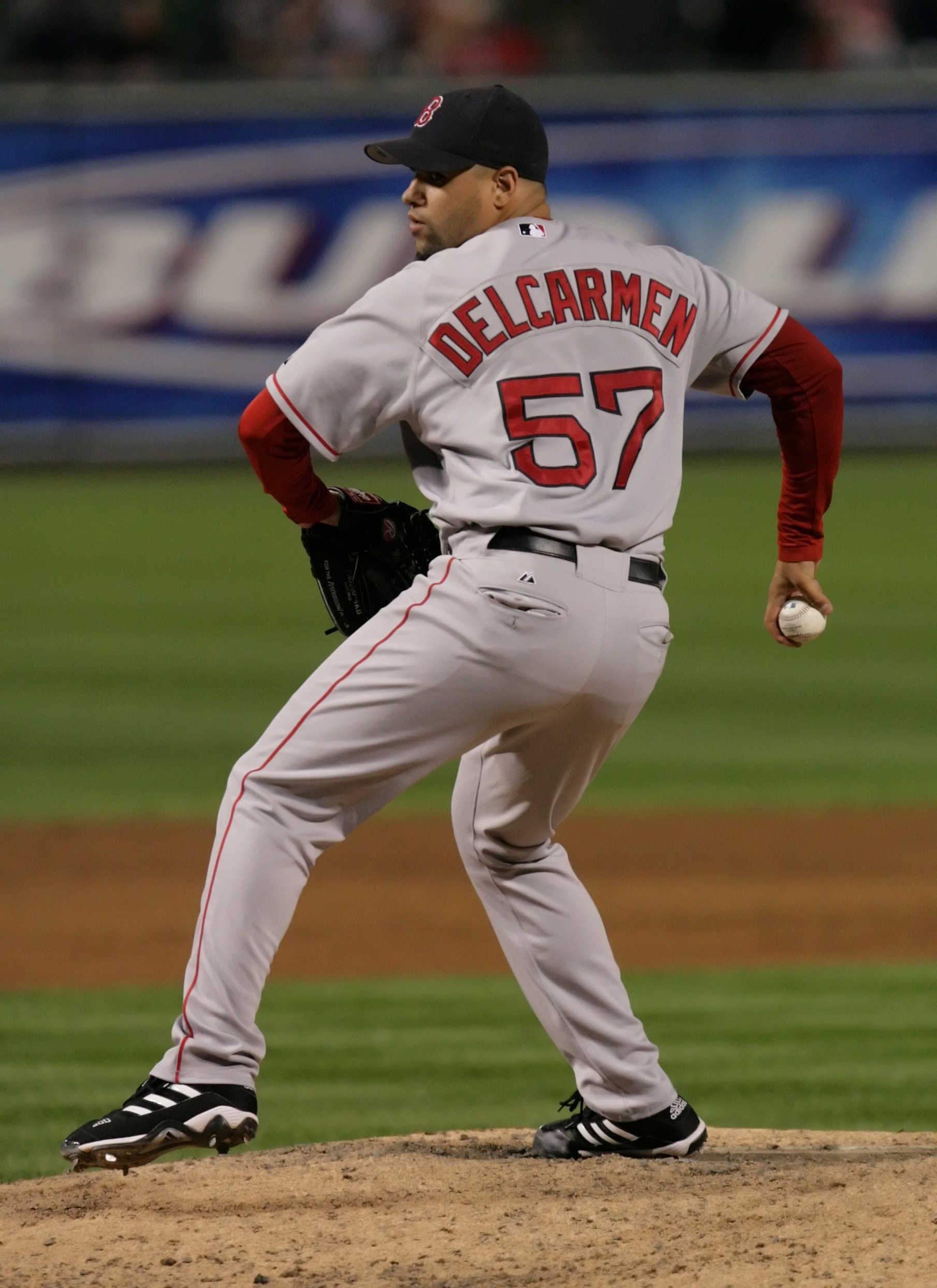
Manny Delcarmen